# Pycnandra carinocostata
Pycnandra carinocostata là một loài thực vật có hoa trong họ Hồng xiêm. Loài này được Vink miêu tả khoa học đầu tiên năm 1957.